# Грузинское Ущелье
Ахыхшара (абх. Аҳәыҳәшәара) или Грузинское Ущелье (груз. საქართველოს ხეობა) — село в Абхазии, в Гагрском районе частично признанной Республики Абхазия, согласно административному делению Грузии — в Гагрском муниципалитете Абхазской Автономной Республики. Высота над уровнем моря составляет 60 метров.

## Население
По данным 1959 года в селе жило 380 жителей, в основном грузины. В 1989 году в селе проживало 518 человек, также в основном грузины.